# Acanthixalus
Acanthixalus és un gènere de granotes de la família dels hiperòlids.

## Taxonomia
- Acanthixalus sonjae
- Acanthixalus spinosus